# ماه ۴۴
ماه ۴۴ (به انگلیسی: Moon 44) یک فیلم علمی تخیلی و اکشن محصول سال ۱۹۹۰ سینمای آلمان به کارگردانی رولاند امریش با بازی مایکل پاری، لیسا آیشهورن، دین دولین، برایان تامپسون و مالکوم مک‌داول است.
فیلم در ۱۵ فوریه ۱۹۹۰ در آلمان غربی اکران شد. و در ایالات متحده به صورت ویدئویی منتشر شد.

## داستان
سال ۲۰۳۸، منابع معدنی زمین از بین رفته‌است و در فضاء جنگ بزرگی بر سر آخرین مقدار ذخایر صورت گرفته‌است.

## پاسخ انتقادی
در یک بررسی در ورایتی از این فیلم به عنوان «خسته کننده، بدون حادثه» و «تلاش علمی تخیلی ضعیف از آلمان غربی» یاد کرد.